# Alexandrina crucis
Alexandrina crucis är en insektsart som först beskrevs av Fabricius 1787.  Alexandrina crucis ingår i släktet Alexandrina och familjen syrsor. Inga underarter finns listade i Catalogue of Life.